# Alfonso De Giovine
Alfonso De Giovine (Lucera, 10 aprile 1898 – Roma, 17 giugno 1966) è stato un politico italiano.